# Julia Glushko
Pour les articles homonymes, voir Glushko.
Julia Glushko (en hébreu : יוליה גלושקו), née le 1er janvier 1990 à Artemivsk, dans l'oblast de Donetsk, est une joueuse de tennis israélienne, professionnelle de 2005 à 2019.

## Biographie
Julia Glushko est né à Donetsk, en RSS d'Ukraine, alors en URSS. Elle parle couramment l'hébreu, le russe et l'anglais.
Elle a commencé à jouer au tennis à l'âge de quatre ans. Ses parents, Sergio et Olga, sont professeurs de tennis. Glushko et sa famille ont immigré d'Ukraine en Israël quand elle avait neuf ans, vivant d'abord dans le quartier Katamon de la ville de Jérusalem pendant trois ans, puis dans la ville de Ramat HaSharon.
Elle s'est ensuite formée au Wingate Institute de Netanya. Elle a servi dans les Forces de défense israéliennes pendant plus de deux ans. Elle vit à Modi'in, à mi-chemin entre Jérusalem et Tel Aviv, en Israël. Sa sœur cadette, Lina Glushko, est également joueuse de tennis, avec laquelle elle a fait équipe en tant que partenaire de double.

### Carrière
Elle a depuis remporté vingt titres sur le Circuit ITF dont huit en simple et douze en double. Elle a également atteint à deux reprises une finale de tournoi WTA 125K Series, une en simple à Dalian en 2015 et deux en double respectivement à Pune en 2012 puis Zhengzhou en 2017.
Elle remporte son huitième tournoi ITF le 29 juillet 2018 lors du Challenger Banque Nationale de Granby, battant en finale l'Australienne Arina Rodionova.

## Palmarès

### Finale en simple en WTA 125
| No | Date       | Nom et lieu du tournoi             | Catégorie | Dotation  | Surface    | Vainqueure   | Score         |          |
| -- | ---------- | ---------------------------------- | --------- | --------- | ---------- | ------------ | ------------- | -------- |
| 1  | 08-09-2015 | Dalian Women's Tennis Open, Dalian | WTA 125   | 115 000 $ | Dur (ext.) | Zheng Saisai | 2-6, 6-1, 7-5 | Parcours |

### Finales en double en WTA 125
| No | Date       | Nom et lieu du tournoi                     | Catégorie | Dotation  | Surface    | Vainqueures                          | Partenaire              | Score            |          |
| -- | ---------- | ------------------------------------------ | --------- | --------- | ---------- | ------------------------------------ | ----------------------- | ---------------- | -------- |
| 1  | 05-11-2012 | Royal Indian Open Pune                     | WTA 125   | 125 000 $ | Dur (ext.) | Nina Bratchikova Oksana Kalashnikova | Noppawan Lertcheewakarn | 6-0, 4-6, [10-8] | Parcours |
| 2  | 17-04-2017 | Biyuan Cup Zhengzhou Tennis Open Zhengzhou | WTA 125   | 125 000 $ | Dur (ext.) | Han Xinyun Zhu Lin                   | Jacqueline Cako         | 7-5, 6-1         | Parcours |

## Parcours en Grand Chelem

### En simple dames
| Année | Open d'Australie                                          | Open d'Australie                                         | Internationaux de France                              | Internationaux de France                               | Wimbledon                                            | Wimbledon          | US Open          | US Open         |
| ----- | --------------------------------------------------------- | -------------------------------------------------------- | ----------------------------------------------------- | ------------------------------------------------------ | ---------------------------------------------------- | ------------------ | ---------------- | --------------- |
| 2011  | Q2 \|\| style="text-align:left" \| Nuria Llagostera Vives | Q1 \|\| style="text-align:left" \| Silvia Soler Espinosa | Q1 \|\| style="text-align:left" \| Vitalia Diatchenko | Q3 \|\| style="text-align:left" \| Aleksandra Wozniak  |                                                      |                    |                  |                 |
| 2012  | Q2 \|\| style="text-align:left" \| Andrea Hlaváčková      | —                                                        | —                                                     | —                                                      | —                                                    | 1er tour (1/64)    | Yanina Wickmayer |                 |
| 2013  | Q2 \|\| style="text-align:left" \| Tereza Mrdeža          | 1er tour (1/64)                                          | M. T. Torró Flor                                      | Q3 \|\| style="text-align:left" \| Maria Elena Camerin | 3e tour (1/16)                                       | Daniela Hantuchová |                  |                 |
| 2014  | 1er tour (1/64)                                           | Lucie Šafářová                                           | 3e tour (1/16)                                        | Sara Errani                                            | 1er tour (1/64)                                      | Sabine Lisicki     | 1er tour (1/64)  | Madison Brengle |
| 2015  | Q2 \|\| style="text-align:left" \| Wang Yafan             | Q1 \|\| style="text-align:left" \| Anastasia Rodionova   | Q1 \|\| style="text-align:left" \| Jessica Pegula     | Q2 \|\| style="text-align:left" \| Jeļena Ostapenko    |                                                      |                    |                  |                 |
| 2016  | Q3 \|\| style="text-align:left" \| Luksika Kumkhum        | Q2 \|\| style="text-align:left" \| Elise Mertens         | Q1 \|\| style="text-align:left" \| Chang Kai-chen     | Q2 \|\| style="text-align:left" \| Jennifer Brady      |                                                      |                    |                  |                 |
| 2017  | Q2 \|\| style="text-align:left" \| Julia Boserup          | —                                                        | —                                                     | —                                                      | —                                                    | —                  | —                |                 |
| 2018  | —                                                         | —                                                        | —                                                     | —                                                      | —                                                    | —                  | 2e tour (1/32)   | Naomi Osaka     |
| 2019  | —                                                         | —                                                        | Q3 \|\| style="text-align:left" \| Anna Blinkova      | Q1 \|\| style="text-align:left" \| Greet Minnen        | Q1 \|\| style="text-align:left" \| Katarina Zavatska |                    |                  |                 |

À droite du résultat, l’ultime adversaire.

### En double dames
N'a jamais participé à un tableau final.

## Parcours en «Premier Mandatory» et «Premier 5»
Découlant d'une réforme du circuit WTA inaugurée en 2009, les tournois WTA « Premier Mandatory » et « Premier 5 » constituent les catégories d'épreuves les plus prestigieuses, après les quatre levées du Grand Chelem.

### En simple dames
| Année |       |              |                |        |      |        |            |                           |             |       |  |  |
| Doha  | Dubaï | Indian Wells | Miami          | Madrid | Rome | Canada | Cincinnati | Pékin                     |             | Tokyo |  |  |
| Doha  | Dubaï | Indian Wells | Miami          | Madrid | Rome | Canada | Cincinnati | Pékin                     | Wuhan       |       |  |  |
| Doha  | Dubaï | Indian Wells | Miami          | Madrid | Rome | Canada | Cincinnati | Pékin                     | Guadalajara |       |  |  |
| 2013  |       |              | Hors catégorie |        |      |        |            | 1er tour (1/32) S. Stosur |             |       |  |  |

Sous le résultat, l’ultime adversaire.
1. 1 2   Les tournois de Doha et Dubaï alternent le statut de tournoi WTA 1000 (ex Premier 5) entre 2009 et 2023 : les trois premières éditions ont lieu à Dubaï, les trois suivantes à Doha, puis Dubaï accueille le tournoi de cette catégorie les années impaires et Dubaï les années paires. De 2011 à 2023, la ville qui n’accueille pas de WTA 1000 organise à la place un tournoi WTA 500 (ex Premier).
2. 1 2 3 4 5 6 7 8   L’ordre de déroulement des tournois a évolué depuis 2009 : Rome se dispute avant Madrid et Cincinnati avant Montréal/Toronto jusqu’en 2010, tandis que Tokyo/Wuhan/Guadalajara ont lieu avant Pékin jusqu’en 2023.

## Parcours en Fed Cup
| #                                                             | Date       | Lieu     | Surface         | Gagnante(s)         | Perdante(s)   | Score    |          |
|                                                               |            |          |                 |                     |               |          |          |
| 2007 - 1er tour (groupe mondial II) - Canada - Israël - 2 : 3 |            |          |                 |                     |               |          |          |
| 1                                                             | 21/04/2007 | Kamloops | Moquette (int.) | Marie-Ève Pelletier | Julia Glushko | 6-1, 6-1 | Parcours |
|                                                               |            |          |                 |                     |               |          |          |
| 2007 - Barrage (groupe mondial I) - Autriche - Israël - 1 : 4 |            |          |                 |                     |               |          |          |
| 2                                                             | 14/07/2007 | Linz     | Terre (ext.)    | Melanie Klaffner    | Julia Glushko | 6-4, 6-3 | Parcours |

## Classements WTA en fin de saison
| Année          | 2005 | 2006 | 2007 | 2008 | 2009 | 2010 | 2011 | 2012 | 2013 | 2014 | 2015 | 2016 | 2017 | 2018 | 2019 |
| Rang en simple | –    | 787  | 887  | 355  | 317  | 331  | 165  | 170  | 91   | 159  | 128  | 185  | 288  | 414  | 424  |
| Rang en double | 947  | 824  | 890  | 448  | 693  | 362  | 392  | 163  | 109  | 189  | 176  | 180  | 168  | 334  | 832  |

Source : (en) Classements de Julia Glushko sur le site officiel de la Fédération internationale de tennis